# Cầu thang Penrose
Cầu thang Penrose, bậc thang Penrose hay cầu thang bất khả thi là một vật thể bất khả thi được Lionel Penrose và con trai Roger Penrose tạo ra. Ta có thể thấy ngay cấu trúc của nó là bất khả trong không gian 3 chiều với độ cao của cả bốn điểm tương ứng của 4 lối đi cầu thang đều như nhau và làm cho người ta thấy chúng không thể lên cao hơn hay xuống thấp hơn được. 

Cái gọi là "cầu thang liên tục" lần đầu tiên được trình bày trong một bài viết mà nhà Penrose đã viết vào năm 1959, dựa trên vật thể bất khả thi "tam giác Penrose" do Roger Penrose xuất bản trong Tạp chí Tâm lý học Anh Quốc năm 1958. Sau đó M.C. Escher phát hiện ra cầu thang Penrose vào năm sau và làm nên tác phẩm thạch bản nổi tiếng Klimmen en dalen (Tăng dần và Giảm dần) vào tháng 3/1960. Penrose và Escher đã hỏi thăm về công trình của nhau trong cùng năm đó. Escher đã phát triển thêm chủ đề này trong bản in Waterval (Waterfall), ra mắt năm 1961.
Trong bài báo ban đầu của mình, nhà Penrose lưu ý rằng "mỗi bộ phận của cấu trúc có thể chấp nhận để đại diện cho một dãy những bậc thang nhưng mối liên hệ mang lại cho tổng thể bức tranh là không nhất quán: các bậc thang liên tục thấp dần theo chiều kim đồng hồ."

## Lịch sử

### Nhà Penrose
Tại một hội nghị của Escher ở Rome vào năm 1985, Roger Penrose nói rằng ông đã có được rất nhiều cảm hứng từ tác phẩm của Escher khi ông và cha ông khám phá ra cả cấu trúc tam thanh Penrose (tức tam giác Penrose) và bậc thang liên tục. Escher, vào những năm 1950, vẫn chưa tìm ra được bất kì vật thể bất khả thi nào và không biết đến sự tồn tại của chúng. Roger Penrose đã được giới thiệu về công trình của Escher tại Đại hội các nhà toán học quốc tế ở Amsterdam vào năm 1954. Ông đã "say đắm hoàn toàn" vào các tác phẩm của Escher và trong chuyến đi trở về Anh, ông đã quyết định tạo ra một cái gì đó "bất khả thi" của riêng mình. Sau khi thử nghiệm các thiết kế khác nhau của những thanh chồng lên nhau, cuối cùng ông đã chế được tam giác bất khả thi. Roger trưng bản vẽ của mình cho cha, cha ông lập tức tạo ra thêm một số biến thể, bao gồm cả nhịp cầu thang bất khả thi. Họ muốn xuất bản những phát hiện của họ nhưng không biết chủ đề đó thuộc về lĩnh vực nào. Vì Lionel Penrose biết biên tập viên của Tạp chí Tâm lý học Anh Quốc và thuyết phục ông biên tập công bố bản thảo ngắn của mình, phát hiện này cuối cùng đã được trình bày như một chủ đề tâm lý. Sau khi xuất bản năm 1958, nhà Penrose đã gửi một bản sao của bài viết tới Escher để thể hiện sự kính trọng.
Trong khi nhà Penrose ghi nhận Escher trong bài viết của họ, chính Escher đã tự ghi nhận trong một bức thư gửi cho con ông vào tháng 1 năm 1960, đề rằng:
working on the design of a new picture, which featured a flight of stairs which only ever ascended or descended, depending on how you saw it. [The stairs] form a closed, circular construction, rather like a snake biting its own tail. And yet they can be drawn in correct perspective: each step higher (or lower) than the previous one. [...] I discovered the principle in an article which was sent to me, and in which I myself was named as the maker of various 'impossible objects'. But I was not familiar with the continuous steps of which the author had included a clear, if perfunctory, sketch, although I was employing some of his other examples.

Escher bị mê hoặc bởi những bậc thang bất tận và sau đó viết một lá thư cho nhà Penrose vào tháng 4 năm 1960:
A few months ago, a friend of mine sent me a photocopy of your article... Your figures 3 and 4, the 'continuous flight of steps', were entirely new to me, and I was so taken by the idea that they recently inspired me to produce a new picture, which I would like to send to you as a token of my esteem. Should you have published other articles on impossible objects or related topics, or should you know of any such articles, I would be most grateful if you could send me further details.

### Oscar Reutersvärd
Thiết kế cầu thang đã được phát hiện từ trước bởi họa sĩ người Thụy Điển Oscar Reutersvärd, nhưng cả Penrose lẫn Escher đều không nhận ra thiết kế của ông ấy. Lấy cảm hứng từ một chương trình phát thanh về phương pháp Mozart trong hoạt động sáng tác—được mô tả là 'thuyết tự động sáng tạo', tức là mỗi ý tưởng sáng tạo khi được viết xuống sẽ tạo ra cảm hứng cho một ý tưởng mới—Reutersvärd bắt đầu vẽ một loạt các vật thể bất khả thi trong cuộc hành trình từ Stockholm đến Paris vào năm 1950 bằng cách "vô thức, tự động". Ông đã không nhận ra rằng tác phẩm của ông là một cầu thang liên tục trong khi vẽ, nhưng quá trình này cho phép ông theo dõi các thiết kế ngày càng phức tạp của mình từng bước một. Khi Ascending and Descending của M.C. Escher được gửi đến Reutersvärd năm 1961, ông đã rất ấn tượng nhưng không thích những bất thường của cầu thang (2 × 15 + 2 × 9). Trong suốt những năm 1960, Reutersvärd đã gửi một số lá thư cho Escher để bày tỏ sự ngưỡng mộ của ông đối với tác phẩm của Escher, nhưng nghệ sĩ người Hà Lan đã không thể phản hồi. Roger Penrose chỉ phát hiện ra công trình của Reutersvärd vào năm 1984.

## Trong văn hoá
- Một cầu thang Penrose xuất hiện trong bộ phim Labyrinth năm 1986.
- Một cầu thang Penrose xuất hiện trong bộ phim Inception năm 2010.
- Trong trò chơi Monument Valley người chơi dẫn công chúa Ida thông qua mê cung của ảo giác quang học và các vật thể bất khả thi trong khi thao tác với thế giới xung quanh cô để tiếp cận các màn chơi khác nhau.
- Ứng dụng PenroseStairs là một trò chơi ghép hình giống cờ vua trên cầu thang bất khả thi đối xứng.[6]